# فيردون (داكوتا الجنوبية)
فيردون (بالإنجليزية: Verdon, South Dakota)‏ هي بلدة تقع في مقاطعة براون، داكوتا الجنوبية بولاية داكوتا الجنوبية في الولايات المتحدة. تبلغ مساحتها 0.65 (كم²)، وترتفع عن سطح البحر 398 م، بلغ عدد سكانها 5 نسمة في عام 2010 حسب إحصاء مكتب تعداد الولايات المتحدة وتصل الكثافة السكانية فيها 7.7 نسمة/كم2.

## التركيبة السكانية
قام مكتب تعداد الولايات المتحدة بتحديد بيانات التركيبة السكانية لفيردون في تعداد الولايات المتحدة. في ما يلي، التركيبة السكانية حسب تعدادي 2000 و2010.

### تعداد عام 2000
بلغ عدد سكان فيردون 223 نسمة بحسب تعداد عام 2000، وبلغ عدد الأسر 90 أسرة وعدد العائلات 61 عائلة مقيمة في القرية. في حين سجلت الكثافة السكانية 931.8 نسمة لكل ميل مربع (359.8/كم2). وبلغ عدد الوحدات السكنية 95 وحدة بمتوسط كثافة قدره 397.0 نسمة لكل ميل مربع (153.3/كم2).
وتوزع التركيب العرقي للقرية بنسبة 95.96% من البيض و 4.04% من عرقين مختلطين أو أكثر.
بلغ عدد الأسر 90 أسرة كانت نسبة 30.0% منها لديها أطفال تحت سن الثامنة عشر تعيش معهم، وبلغت نسبة الأزواج القاطنين مع بعضهم البعض 58.9% من أصل المجموع الكلي للأسر، ونسبة 6.7% من الأسر كان لديها معيلات من الإناث دون وجود شريك، وكانت نسبة 32.2% من غير العائلات. تألفت نسبة 28.9% من أصل جميع الأسر من أفراد ونسبة 12.2% كانوا يعيش معهم شخص وحيد يبلغ من العمر 65 عاماً فما فوق. وبلغ متوسط حجم الأسرة المعيشية 3.10، أما متوسط حجم العائلات فبلغ 2.48.
بلغ العمر الوسطي للسكان 40 عاماً. وكانت نسبة 28.3% من القاطنين تحت سن الثامنة عشر، وكانت نسبة 1.8% بين الثامنة عشر والأربعة وعشرون عاماً، ونسبة 26.5% كانت واقعةً في الفئة العمرية ما بين الخامسة والعشرون حتى والأربعة وأربعون عاماً، ونسبة 25.6% كانت ما بين الخامسة والأربعون حتى الرابعة والستون، ونسبة 17.9% كانت ضمن فئة الخامسة والستون عاماً فما فوق. يوجد لكل 100 أنثى 100.9 ذكر، ويوجد لكل 100 أنثى في الثامنة عشر من عمرها فما فوق 113.3 ذكر.
بلغ متوسط دخل الأسرة في القرية 26,250 دولار، أما متوسط دخل العائلة فبلغ 31,250 دولار. وكان متوسط دخل الذكور 26,250 دولار مقابل 19,583 دولار للإناث. وسجل دخل الفرد الخاص بالقرية 11,733 دولار. وكانت نسبة 16.7% من العائلات ونسبة 19.2% من السكان تحت خط الفقر، وكان من هؤلاء نسبة 27.3% تحت سن الثامنة عشر ونسبة 25.6% في الخامسة والستين من العمر وما فوق.

### تعداد عام 2010
بلغ عدد سكان فيردون 5 نسمة بحسب تعداد عام 2010، وبلغ عدد الأسر 2 أسرة وعدد العائلات 1 عائلة مقيمة في البلدة. في حين سجلت الكثافة السكانية 20.0 نسمة لكل ميل مربع (7.7/كم2). وبلغ عدد الوحدات السكنية 4 وحدة بمتوسط كثافة قدره 16.0 لكل ميل مربع (6.2/كم2).
وتوزع التركيب العرقي للبلدة بنسبة 100.0% من البيض.
```
وكانت نسبة 50.0% من غير العائلات. وبلغ متوسط حجم الأسرة المعيشية 3.00، أما متوسط حجم العائلات فبلغ 2.50.
```

بلغ العمر الوسطي للسكان 22.5 عاماً. وكانت نسبة 0.0% من القاطنين تحت سن الثامنة عشر، وكانت نسبة 60% بين الثامنة عشر والأربعة وعشرون عاماً، ونسبة 0.0% كانت واقعةً في الفئة العمرية ما بين الخامسة والعشرون حتى والأربعة وأربعون عاماً، ونسبة 40% كانت ما بين الخامسة والأربعون حتى الرابعة والستون، ونسبة 0.0% كانت ضمن فئة الخامسة والستون عاماً فما فوق. وتوزع التركيب الجنسي للسكان بنسبة 60.0% ذكور و40.0% إناث.

## وصلات خارجية
- The US50 - Cities and Towns in South Dakota State
- South Dakota Cities and Towns, Facts, Map, Flag, Colleges, Government, and More